# Piastra delle Due Sicilie
La piastra era il nome non ufficiale della moneta da 120 grana ed era la moneta principale del Regno delle Due Sicilie. 

## Storia
La valuta ufficiale del regno era il ducato delle Due Sicilie, ma questo era solo unità di conto e non venne mai battuto come moneta. La piastra era quindi la moneta d'argento di modulo più grande e diffusa e sostituì su tutto il territorio del regno, unificato con il Congresso di Vienna, la piastra siciliana, quella napoletana e la piastra da 12 carlini del breve regno di Giuseppe Bonaparte e Gioacchino Murat.
La moneta era di grande modulo (37-37,5 mm), dal peso di 27,53 grammi d'argento a 833 millesimi. Sulla moneta era riportato il valore espresso solo in grana. La piastra era suddivisa in 120 grana o 240 tornesi 
Nel 1861 la lira italiana sostituì la moneta borbonica secondo un tasso di cambio di 1 piastra a 5,1 lire.